# Daniel Mestre
Daniel José Pereira Mestre (Almodôvar, 1 april 1986) is een Portugees voormalig wielrenner die tot 2022 reed voor W52-FC Porto.

## Carrière
In 2007 won Mestre de vijfde etappe in de Ronde van Portugal van de Toekomst, die dat jaar niet op de UCI-kalender stond. Twee jaar later tekende hij zijn eerste contract, bij Palmeiras Resort-Prio. In 2014 won hij namens deze ploeg, die inmiddels Banco BIC-Carmim heette, de tweede etappe in de Ronde van Marokko, waardoor hij de leiderstrui overnam van Manuel Cardoso. Een dag later verloor hij deze trui aan Remco Broers.
In 2016 veranderde Mestre voor het eerst in zijn carrière van ploeg: hij tekende bij Efapel. Namens deze ploeg behaalde hij in juli van dat jaar zijn eerste profoverwinning door de eerste rit in lijn van de Ronde van Portugal te winnen. Door deze overwinning nam hij de leiding in het algemeen klassement over van Rafael Reis, die een dag eerder de proloog had gewonnen. Deze leiderstrui moest Mestre na de derde etappe weer afstaan aan Rui Vinhas. Op de voorlaatste dag van de Portugese etappewedstrijd mocht Mestre voor de tweede maal het zegegebaar maken: hij was in Setúbal de snelste in een sprint met drie. Mestre eindigde na de afsluitende tijdrit als negende in het algemeen klassement en met een achterstand van 35 punten op Gustavo César Veloso als tweede in het puntenklassement.
In 2018 volgde Mestre Vicente García de Mateos op als winnaar van de Clássica Aldeias do Xisto, een Portugese eendagskoers.
In 2022 werd hij voor drie jaar geschorst nadat hij verboden middelen in zijn bezit had, waaronder betamethason.

## Overwinningen
2007
5e etappe Ronde van Portugal van de Toekomst
2014
2e etappe Ronde van Marokko
2016
1e etappe Ronde van Portugal
9e etappe Ronde van Portugal
2017
3e etappe (deel B) Trofeo Joaquim Agostinho
2018
Clássica Aldeias do Xisto
2019
2e etappe Ronde van Cova da Beira
3e etappe Ronde van Portugal
Puntenklassement Ronde van Portugal
2021
4e etappe Ronde van Alentejo

## Ploegen
2009 –  Palmeiras Resort-Prio
2010 –  Palmeiras Resort-Prio
2011 –  Tavira-Prio
2012 –  Carmim-Prio
2013 –  Banco BIC-Carmim
2014 –  Banco BIC-Carmim
2015 –  Team Tavira
2016 –  Efapel
2017 –  Efapel
2018 –  Efapel
2019 –  W52-FC Porto
2020 –  W52-FC Porto
2021 –  W52-FC Porto
2022 –  W52-FC Porto (tot en met 15-7)
Almeida · Barbio · Brandão · Cardoso · Casimiro · Ferreira · Mestre · Silva · Trueba
Arroyo · Casimiro · del Pino · Jurado · Mestre · P. Paulinho · S. Paulinho · B. Silva · R. Silva
Alarcón · Caldeira · Campos · Carvalho · Ferreira · Fonte · Magalhães · D. Mestre · R. Mestre · Pinto · Reis · Rodrigues · Sánchez · Silva · Veloso · Vinhas
Antunes · Caldeira · Campos · Ferreira · Magalhães · Mendes · D. Mestre · R. Mestre · Pinto · Rico · Rodrigues · Veloso · Vinhas
Antunes · Brandão · Caldeira · Campos · Fernandes · Magalhães · Mendes · D. Mestre · R. Mestre · Rodrigues · Vilela · Vinhas
Antunes · Brandão · Caldeira · Gonçalves · Fernandes · Magalhães · D. Mestre · R. Mestre · Mota · Rodrigues · Vilela · Vinhas